# Jiang Chunli
Jiang Chunli (* 2. März 1981) ist eine ehemalige chinesische Skilangläuferin.

## Werdegang
Jiang startete international erstmals bei der Winter-Universiade 2003 in Tarvisio. Dort belegte sie den 42. Platz im Sprint und den 20. Rang über 5 km klassisch. In der Saison 2004/05 lief sie bei den Nordischen Skiweltmeisterschaften 2005 in Oberstdorf auf den 64. Platz über 10 km Freistil, auf den 42. Rang im Sprint sowie auf den 14. Platz mit der Staffel und gewann bei der Winter-Universiade 2005 in Seefeld in Tirol die Bronzemedaille mit der Staffel. Zudem kam sie dort auf den 57. Platz über 5 km Freistil, auf den 48. Rang im Sprint sowie auf den 24. Platz im 15-km-Massenstartrennen. Anfang Januar 2005 wurde sie Zweite beim Vasaloppet China. Im folgenden Jahr errang sie bei den Olympischen Winterspielen in Turin den 58. Platz über 10 km klassisch und zusammen mit Wang Chunli den 13. Platz im Teamsprint. In ihrer letzten aktiven Saison 2006/07 belegte sie bei der Winter-Universiade 2007 in Pragelato den 61. Platz über 5 km Freistil sowie den 43. Rang im Skiathlon und holte im Changchun mit dem 25. Platz im Sprint ihre einzigen Weltcuppunkte.